# Ação (filosofia)
Uma ação é um evento realizado por um agente com um propósito e guiado pela intenção da pessoa. A primeira questão na filosofia da ação é determinar como as ações diferem de outras formas de comportamento, como os reflexos involuntários. De acordo com Ludwig Wittgenstein, envolve descobrir "o que sobra se eu subtrair o fato de que meu braço sobe do fato de eu levantar meu braço". Há um amplo acordo de que a resposta a esta pergunta tem a ver com as intenções do agente. Então dirigir um carro é uma ação, já que o agente pretende fazê-lo, mas espirrar é um mero comportamento, já que acontece independentemente da intenção do agente. A teoria dominante da relação entre a intenção e o comportamento é o causalismo: dirigir o carro é uma ação porque é causado pela intenção do agente de fazê-lo. Nesta visão, as ações se distinguem de outros eventos por sua história causal. As teorias causalistas incluem o relato de Donald Davidson, que define ações como movimentos corporais causados por intenções da maneira correta, e teorias volicionistas, segundo as quais as volições ou tentativas formam um aspecto central das ações. As teorias não causalistas, por outro lado, muitas vezes veem as intenções não como a causa da ação, mas como um constituinte dela.
Uma distinção importante para ações é entre ações não básicas, que são feitas fazendo outra coisa, e ações básicas, para as quais isto não é o caso. A maioria das discussões filosóficas sobre ações se concentra em ações físicas na forma de movimentos corporais. Mas muitos filósofos consideram as ações mentais como um tipo distinto de ação com características bem diferentes das ações físicas. Deliberações e decisões são processos que muitas vezes precedem e levam a ações. As ações podem ser racionais ou irracionais, dependendo da razão pela qual são realizadas. O problema da responsabilidade está intimamente relacionado com a filosofia das ações, pois geralmente responsabilizamos as pessoas pelo que fazem.

## Concepções
As concepções de ação tentam determinar o que todas as ações têm em comum ou quais são suas características essenciais. As teorias causalistas, como o relato de Donald Davidson ou formas padrão de volicionismo, sustentam que as relações causais entre os estados mentais do agente e o comportamento resultante são essenciais para as ações. De acordo com Davidson, ações são movimentos corporais que são causados por intenções da maneira correta. As teorias volicionistas incluem a noção de volições em sua explicação de ações. As volições são entendidas como formas de convocar meios dentro do poder da pessoa e são diferentes de apenas pretender fazer algo mais tarde. Os não causalistas, por outro lado, negam que intenções ou estados semelhantes causem ações.

### Relato de Davidson
O relato mais conhecido de ação, às vezes simplesmente chamado de relato standard, deve-se a Davidson, que sustenta que ações são movimentos corporais causados por intenções. Davidson explica as próprias intenções em termos de crenças e desejos. Por exemplo, a ação de pressionar o interruptor de luz repousa, por um lado, na crença do agente de que esse movimento corporal acenderia a luz e, por outro lado, no desejo de ter luz. Devido a sua dependência de estados psicológicos e relações causais, esta posição é considerada uma teoria Humeana de ação. Segundo Davidson, não é apenas o comportamento corporal que conta como ação, mas também as consequências que se seguem a partir dele. Portanto, o movimento do dedo pressionando o interruptor é parte da ação, assim como os elétrons que se movem através do fio e a lâmpada que se acende. Algumas consequências estão incluídas na ação, mesmo que o agente não tinha a intenção de que elas acontecessem. É suficiente que o que o agente faz "possa ser descrito sob um aspecto que o torna intencional". Então, por exemplo, se pressionar o interruptor de luz alerta o ladrão, então alertar o ladrão faz parte das ações do agente. Em um exemplo do manuscrito Intention de Elizabeth Anscombe, bombear água também pode ser uma instância de envenenar os habitantes.
Uma dificuldade com teorias de ação que tentam caracterizar ações em termos de relações causais entre estados mentais e movimentos corporais, as chamadas teorias causalistas, é o que tem sido chamado de cadeias causais desviantes (wayward causal chains). Uma cadeia causal é desviante se a intenção causou a realização de seu objetivo, mas de uma forma muito incomum que não foi pretendida, por exemplo, porque as habilidades do agente não são exercidas da maneira planejada. Por exemplo, um escalador forma a intenção de matar o escalador abaixo dele ao soltar a corda. Uma cadeia causal desviante seria que, em vez de abrir a mão intencionalmente, a intenção deixa o primeiro escalador tão nervoso que a corda se desliza através de sua mão e, assim, leva à morte do outro escalador. Davidson aborda este assunto excluindo casos de causalidade desviante de seu relato, já que não são exemplos de comportamento intencional no sentido estrito. Assim, o comportamento corporal só constitui uma ação se é causado por intenções da maneira correta.
Uma objeção importante à teoria das ações de Davidson é que ignora o papel do agente na produção de ação. Este papel poderia incluir refletir sobre o que fazer, escolher uma alternativa e depois executá-la. Outra objeção é que as meras intenções parecem ser insuficientes para causar ações, que outros elementos adicionais, a saber, volições ou tentativas, são necessários. Por exemplo, como John Searle apontou, parece haver uma lacuna causal entre a intenção de fazer algo e realmente fazê-lo, o que precisa de um ato de vontade para ser superada.

### Volicionismo
Os volicionistas visam superar essas deficiências do relato de Davidson, ao incluir a noção de volição ou tentativa em sua teoria das ações. Volições e tentativas são formas de afirmar algo, como intenções. Podem ser distinguidas das intenções porque são dirigidas a executar um curso de ação no aqui e agora, em contraste com as intenções, que envolvem planos direcionados ao futuro para fazer algo mais tarde. Alguns autores também distinguem as volições, como atos de vontade, das tentativas, como a convocação de meios dentro do poder da pessoa. Mas tem sido argumentado que podem ser tratadas como uma noção unificada, já que não há diferença importante entre as duas para a teoria da ação porque desempenham o mesmo papel explicativo. Este papel inclui tanto o nível experiencial, envolvendo a tentativa de algo em vez de meramente pretender fazê-lo mais tarde, quanto o nível metafísico, na forma de causalidade mental, ao preencher a lacuna entre a intenção mental e o movimento corporal.
O volicionismo como teoria é caracterizado por três teses centrais: (1) que toda ação corporal é acompanhada por uma tentativa, (2) que tentativas podem ocorrer sem produzir movimentos corporais e (3) que, no caso de tentativas bem-sucedidas, a tentativa é a causa do movimento corporal. A ideia central da noção de tentar é encontrada na segunda tese. Envolve a afirmação de que algumas de nossas tentativas levam a ações bem-sucedidas enquanto outras surgem sem resultar em uma ação. Mas mesmo em um caso mal-sucedido ainda há algo: difere de não tentar em absoluto. Por exemplo, uma pessoa paralisada, depois de ter recebido um novo tratamento, pode testar se o tratamento foi bem-sucedido ao tentar mover suas pernas. Mas tentar e não conseguir mover as pernas é diferente de pretender fazê-lo mais tarde ou simplesmente desejar fazê-lo: somente no primeiro caso o paciente descobre que o tratamento não teve sucesso. Há um sentido no qual as tentativas ocorrem ou não, mas não podem falhar, ao contrário das ações, cujo sucesso é incerto. Esta linha de pensamento levou alguns filósofos a sugerir que a tentativa em si é uma ação: um tipo especial de ação chamada ação básica. Mas esta afirmação é problemática, pois ameaça levar a uma regressão viciosa: se algo é uma ação porque foi causado por uma volição, então teríamos que postular mais uma volição em virtude da qual a primeira tentativa pode ser considerada uma ação.
Uma crítica influente às explicações volicionais das ações é devida a Gilbert Ryle, que argumentou que as volições ou são ativas, caso em que a regressão acima mencionada é inevitável, ou não são, caso em que não haveria necessidade de postulá-las, pois sua existência não assume nenhuma função explicativa. Mas foi sugerido que isto constitui um falso dilema: que as volições podem desempenhar um papel explicativo sem levar a uma regressão viciosa. John Stuart Mill, por exemplo, evita este problema mantendo que as ações são compostas de duas partes: uma volição e o movimento corporal correspondente a ela.
As volições também podem ser usadas para explicar como o agente sabe sobre sua própria ação. Este conhecimento sobre o que se está fazendo ou tentando fazer está disponível diretamente através da introspecção: o agente não precisa observar seu comportamento por meio da percepção sensorial para chegar a esse conhecimento, ao contrário de um observador externo. A experiência de agência envolvida em volições pode ser distinguida da experiência de liberdade, que envolve o aspecto adicional de ter várias rotas alternativas de ação para escolher. Mas a volição é possível mesmo se não há alternativas adicionais.
Os volicionistas geralmente sustentam que existe uma relação causal entre as volições e os movimentos corporais. Os críticos apontaram que essa posição ameaça nos alienar de nossos corpos, pois introduz uma distinção rigorosa entre nossa agência e nosso corpo, o que não é como as coisas nos parecem. Uma maneira de evitar essa objeção é sustentar que as volições constituem movimentos corporais, ou seja, são aspectos deles, em vez de causá-los. Outra resposta capaz de suavizar esta objeção é manter que as volições não são apenas os gatilhos iniciais dos movimentos corporais, mas que são atividades contínuas que guiam os movimentos corporais enquanto estão ocorrendo.

### Não causalismo
As teorias não causalistas ou anti-causalistas negam que intenções ou estados semelhantes causem ações. Assim, se opõem a teorias causalistas como o relato de Davidson ou formas padrão de volicionismo. Geralmente concordam que as intenções são essenciais para as ações. Isto traz consigo a dificuldade de explicar a relação entre intenções e ações de uma forma não causal. Algumas sugestões foram feitas sobre esta questão, mas este ainda é um problema aberto, já que nenhuma delas obteve apoio significativo. A abordagem teleológica, por exemplo, sustenta que esta relação deve ser entendida não em termos de causação eficiente, mas em termos de causação final. Um problema com esta abordagem é que as duas formas de causação não têm que ser incompatíveis. Poucos teóricos negam que as ações sejam teleológicas no sentido de serem orientadas a objetivos. Mas a representação de um objetivo na mente do agente pode agir como uma causa eficiente ao mesmo tempo. Devido a estes problemas, a maioria dos argumentos a favor do não causalismo são negativos: constituem objeções de porque as teorias causalistas são inviáveis. Importantes entre eles são os argumentos da causalidade desviante, onde o comportamento só constitui uma ação se foi causado por uma intenção da maneira correta, e não de qualquer maneira. Esta crítica se concentra nas dificuldades que os causalistas têm enfrentado ao formular explicitamente como distinguir entre a causalidade correta e a causalidade desviante.
Um desafio importante para o não causalismo é devido a Davidson. Como ele aponta, geralmente temos muitas razões diferentes para realizar a mesma ação. Mas quando a executamos, muitas vezes a executamos por uma razão, mas não por outra. Por exemplo, uma razão para Abdul ir para o tratamento de câncer é que ele tem câncer de próstata, outra é que há seu jornal favorito na área de espera. Abdul está ciente de ambas as razões, mas ele realiza esta ação apenas por causa da primeira razão. As teorias causalistas podem explicar este fato através da relação causal: a primeira razão, mas não a segunda, causa a ação. O desafio para as teorias não causalistas é fornecer uma explicação não causal convincente desse fato.

## Individuação
O problema da individuação diz respeito à questão de se duas ações são idênticas ou de como as ações devem ser contadas. Por exemplo, em 14 de abril de 1865, John Wilkes Booth puxou o gatilho de sua arma, disparou um tiro e matou Abraham Lincoln. Em uma teoria de individuação de grão fino (fine-grained individuation), puxar, disparar e matar são três ações distintas. Em sua forma mais extrema, há uma ação distinta para cada tipo de ação. Então, por exemplo, dado que cantar e cantar em voz alta são dois tipos de ação diferentes, alguém que canta em voz alta realiza pelo menos estas duas ações distintas. Esse tipo de visão tem a consequência contra-intuitiva de que mesmo os exercícios mais simples de agência resultam em um grande número de ações. As teorias de individuação de grão grosso de ações (coarse-grained individuation), por outro lado, sustentam que os eventos que se constituem ou causam uns aos outros devem ser contados como uma ação. Nesta visão, a ação de puxar o gatilho é idêntica à ação de disparar a arma e à ação de matar Lincoln. Assim, ao fazer todas essas coisas, Booth realizou apenas uma ação. Uma intuição a favor desta visão é que muitas vezes fazemos uma coisa fazendo outra coisa: disparamos a arma puxando o gatilho ou acendemos a luz girando o interruptor. Um argumento contra este ponto de vista é que os diferentes eventos podem acontecer em momentos diferentes. Por exemplo, Lincoln morreu de seus ferimentos no dia seguinte, portanto, um tempo significativo após o tiroteio. Isto levanta a questão de como explicar que dois eventos que acontecem em momentos diferentes são idênticos.

## Tipos

### Básico e não básico
Uma distinção importante para ações é entre ações básicas e não básicas. Esta distinção está intimamente relacionada com o problema da individuação, pois também depende da noção de fazer uma coisa por ou em virtude de fazer outra coisa, como acender uma luz ao  pressionar um interruptor. Neste exemplo, pressionar o interruptor é mais básico do que acender a luz. Mas a ação de acender a luz pode constituir em si outra ação, como a ação de alertar o ladrão. Geralmente se sustenta que a cadeia ou hierarquia de ações composta desta forma tem um nível fundamental no qual termina. A ação neste nível fundamental é chamada de ação básica: não é feita fazendo outra coisa. Por esta razão, as ações básicas são simples enquanto as ações não básicas são complexas.
Muitas vezes assume-se que os movimentos corporais são ações básicas, como pressionar o dedo contra o gatilho, enquanto as consequências desses movimentos, como disparar a arma, são ações não básicas. Mas parece que mesmo os movimentos corporais são constituídos por outros eventos (contrações musculares) que por sua vez são constituídos por outros eventos (processos químicos). No entanto, parece que estes eventos mais básicos não são ações, pois não estão sob nosso controle volitivo direto. Uma maneira de resolver estas complicações é manter que as ações básicas correspondem aos comandos mais simples que podemos seguir. Esta posição exclui a maioria das formas de contrações musculares e processos químicos da lista de ações básicas, pois geralmente não podemos seguir diretamente os comandos correspondentes. O que conta como uma ação básica, segundo essa visão, depende das habilidades do agente. Portanto, contrair um determinado músculo é uma ação básica para um agente que aprendeu a fazer isso. Para que algo seja uma ação básica, não é importante apenas o que o agente pode fazer, mas o que o agente realmente faz. Assim, levantar a mão direita só pode contar como uma ação básica se for feito diretamente com a mão direita. Se o agente usa a mão esquerda para levantar a mão direita, então levantar a mão direita não é mais uma ação básica.
Uma visão contrastante identifica ações básicas não com movimentos corporais, mas com volições mentais. Uma motivação para esta posição é que as volições são o elemento mais direto na cadeia da agência: não podem falhar, ao contrário das ações corporais, cujo sucesso é inicialmente incerto. Um argumento contra esta posição é que pode levar a uma regressão viciosa se for combinada com a suposição de que uma volição anterior é necessária para que a primeira volição constitua uma ação. É por isso que os volicionistas frequentemente sustentam que as volições causam ações ou são partes de ações, mas não são ações completas em si.

### Físico e mental
Os filósofos investigaram o conceito de ações principalmente em relação às ações físicas, que são geralmente entendidas em termos de movimentos corporais. Neste sentido, não é raro entender os movimentos corporais como a única forma de ação. Alguns volicionistas, por outro lado, afirmam que todas as ações são mentais porque consistem em volições. Mas esta posição envolve vários problemas, como explicado na seção correspondente acima. No entanto, há um caminho intermédio possível entre estas duas posições extremas que permite a existência tanto das ações físicas como das mentais. Vários eventos mentais foram sugeridos como candidatos a ações não físicas, como imaginar, julgar ou lembrar.
Um relato influente da ação mental vem de Galen Strawson, que sustenta que as ações mentais consistem em "desencadear a entrega de conteúdos ao campo da consciência". De acordo com esta visão, os eventos de imaginar, julgar ou lembrar não são ações mentais estritamente falando, mas podem ser produtos de ações mentais. As ações mentais, no sentido estrito, são preliminares ou catalíticas: consistem em preparar a mente para que esses conteúdos surjam. Fomentam condições hospitaleiras, mas não podem garantir que o conteúdo pretendido apareça. Strawson usa a analogia de saltar de uma parede, na qual o salto em si (correspondente ao desencadeamento) é considerado uma ação, mas a queda (correspondente ao entretenimento de um conteúdo) já não é uma ação porque está fora do controle do agente. Candace L. Upton e Michael Brent objetam que este relato das ações mentais não é completo. Tomando como exemplo as atividades mentais que ocorrem durante a meditação, eles argumentam que o relato de Strawson deixa de fora várias formas de ações mentais, como manter a atenção em um objeto ou remover um conteúdo da consciência.
Uma razão para duvidar da existência de ações mentais é que os eventos mentais muitas vezes parecem ser respostas involuntárias a estímulos internos ou externos e, portanto, não estão sob nosso controle. Outra objeção é que a explicação padrão das ações em termos de intenções parece falhar para as ações mentais. O problema aqui é que a intenção de pensar em algo já precisa incluir o conteúdo do pensamento. Assim, o pensamento não é mais necessário, pois a intenção já "pensa" o conteúdo. Isso leva a uma regressão viciosa, pois outra intenção seria necessária para caracterizar a primeira intenção como uma ação. Uma objeção não apenas às ações mentais, mas à distinção entre ações físicas e mentais surge da dificuldade de encontrar critérios rigorosos para distinguir as duas.

## Conceitos relacionados

### Deliberação e decisão
As deliberações e decisões são relevantes para as ações, porque frequentemente precedem a ação. Muitas vezes, vários cursos de ação estão abertos ao agente. Nesses casos, a deliberação desempenha a função de avaliar as diferentes opções, ponderando as razões a favor e contra elas. Decidir, então, é o processo de escolher uma dessas alternativas e formar a intenção de executá-la, levando assim a uma ação.

### Explicação e racionalidade
As explicações podem ser caracterizadas como respostas a perguntas de por quê. As explicações das ações dizem respeito ao motivo pelo qual o agente executou a ação. A resposta mais direta a esta pergunta cita o desejo do agente. Por exemplo, John foi à geladeira porque tinha um desejo de sorvete. As crenças do agente são outra característica relevante para a explicação da ação. Assim, o desejo de tomar sorvete não explica que John foi à geladeira a menos que seja acompanhado pela crença de John de que há sorvete na geladeira. O desejo junto com a crença é frequentemente referido como a razão da ação. As teorias causalistas da ação geralmente sustentam que essa razão explica a ação porque causa a ação.
O comportamento que não tem uma razão não é uma ação, pois não é intencional. Toda ação tem uma razão, mas nem toda ação tem uma boa razão. Somente as ações com boas razões são consideradas racionais. Por exemplo, a ação de John de ir à geladeira seria considerada irracional se sua razão para isso é ruim, por exemplo, porque sua crença de que há sorvete na geladeira é meramente baseada em pensamento ilusório.

### Responsabilidade
O problema da responsabilidade está intimamente relacionado à filosofia das ações, já que geralmente responsabilizamos as pessoas pelo que fazem. Mas, em certo sentido, o problema da responsabilidade é mais amplo, pois podemos ser responsáveis não apenas por fazer algo, mas também por não o fazer, as chamadas omissões. Por exemplo, um pedestre que observa um terrível acidente de carro pode ser moralmente responsável por chamar uma ambulância e por fornecer ajuda diretamente, se possível. Além do que o agente fez, também é relevante o que o agente poderia ter feito de outra forma, ou seja, quais poderes e capacidades o agente tinha. As intenções do agente também são relevantes para a responsabilidade, mas podemos ser responsáveis por coisas que não pretendíamos. Por exemplo, um fumante inveterado pode ter um impacto negativo na saúde das pessoas ao seu redor. Este é um efeito colateral de seu hábito de fumar que não faz parte de sua intenção. O fumante ainda pode ser responsável por este dano, seja porque estava ciente deste efeito colateral e decidiu ignorá-lo ou porque deveria estar ciente disso, a chamada negligência.